# Liste der Gebüsche und Vorwälder, anthropogenen Gehölzgesellschaften in Deutschland
Die Liste der Gebüsche und Vorwälder, anthropogenen Gehölzgesellschaften in Deutschland wurde der Roten Liste gefährdeter Pflanzengesellschaften Deutschlands (Rennwald 2000) entnommen, die alle in Deutschland vorkommenden Pflanzengesellschaften enthält.
Es wurde dabei nur die Pflanzenformation X = Gebüsche und Vorwälder, anthropogene Gehölzgesellschaften berücksichtigt.
Diese Formation hat sechs Klassen:
- Faulbaum-Gebüsche – Franguletea Doing ex Westhoff in Westhoff et den Held 1969
- Kreuzdorn-, Schlehen- und Traubenholunder-Gebüsche – Rhamno-Prunetea Rivas Goday et Borja Carbonell ex Tx. 1962
- Dünenweiden-Gebüsche – Salicetea arenariae Weber 1999
- Purpur-Weiden-Wälder – Salicetea purpureae Moor 1958
- Alpenazaleen-Heidelbeer-Zwergstrauchgesellschaften – Loiseleurio-Vaccinietea Eggler ex R. Schubert 1960
- Anthropogene Gehölzgesellschaften

Die Liste wurde in diese Klassen unterteilt.
Zu jeder Pflanzengesellschaft ist ein Bild, ihre Ordnung, ihr Verband, ihr synsystematischer Rang, ihr deutscher Name, ihr wissenschaftlicher Name und ihr Gefährdungsgrad (Spalte: G) in jeweils einer Spalte angegeben.
Rang:
- FOR = Formation
- KLA = Klasse
- ORD = Ordnung
- VRB = Verband
- ASS = Assoziation

Gefährdungsgrad:
- 0 = Ausgestorben oder verschollen
- 1 = Vom Aussterben bedroht
- 2 = Stark gefährdet
- 3 = Gefährdet
- G = Gefährdung anzunehmen
- R = Extrem selten
- V = Zurückgehend, Art der Vorwarnliste
- * = derzeit nicht gefährdet
- D = Daten zu Verbreitung und Gefährdung ungenügend[3]

Die Pflanzengesellschaften in dieser Liste sollten nur auf Artikel über die gesamte jeweilige Pflanzengesellschaft verlinkt werden, nicht auf einzelne Vertreter der Pflanzengesellschaft.

## Faulbaum-Gebüsche
| Bild | Ordnung                      | Verband                                 | Rang | Deutscher Name                                    | wissenschaftlicher Name                                                 | G |
| ---- | ---------------------------- | --------------------------------------- | ---- | ------------------------------------------------- | ----------------------------------------------------------------------- | - |
|      | Bodensaure Brombeer-Gebüsche |                                         | ORD  | Bodensaure Brombeer-Gebüsche                      | Rubetalia plicati Weber in Pott 1995                                    |   |
|      | Bodensaure Brombeer-Gebüsche | Stechginster- und Besenginster-Gebüsche | VRB  | Stechginster- und Besenginster-Gebüsche           | Ulici-Sarothamnion Doing ex Weber 1997                                  |   |
|      | Bodensaure Brombeer-Gebüsche | Stechginster- und Besenginster-Gebüsche | ASS  | Faltenbrombeer-Besenginster-Gebüsch               | Rubo plicati-Sarothamnetum Weber 1987                                   | * |
|      | Bodensaure Brombeer-Gebüsche | Waldgeißblatt-Brombeer-Gebüsche         | VRB  | Waldgeißblatt-Brombeer-Gebüsche                   | Lonicero-Rubion silvatici Tüxen et Neumann ex Wittig 1977               |   |
|      | Bodensaure Brombeer-Gebüsche | Waldgeißblatt-Brombeer-Gebüsche         | ASS  | Gebüsch der Angenehmen Brombeere                  | Rubetum grati Tüxen et Neumann ex Weber 1976                            | * |
|      | Bodensaure Brombeer-Gebüsche | Waldgeißblatt-Brombeer-Gebüsche         | ASS  | Waldbrombeer-Gebüsch                              | Rubetum silvatici Weber in Pott 1995                                    | * |
|      | Bodensaure Brombeer-Gebüsche | Waldgeißblatt-Brombeer-Gebüsche         | ASS  | Gebüsch der Schattenliebenden Brombeere           | Rubetum sciocharitis Weber in Pott 1995                                 | * |
|      | Bodensaure Brombeer-Gebüsche | Waldgeißblatt-Brombeer-Gebüsche         | ASS  | Waldlichtungsgebüsch der Träufelspitzen-Brombeere | Rubetum pedemontani Weber in Pott 1995                                  | * |
|      | Bodensaure Brombeer-Gebüsche | Waldgeißblatt-Brombeer-Gebüsche         | ASS  | Faltenbrombeer-Faulbaum-Gebüsch                   | Rubus plicatus-Frangula-Gesellschaft                                    | * |
|      | Bodensaure Brombeer-Gebüsche | Waldgeißblatt-Brombeer-Gebüsche         | ASS  | Ohrweiden-Gebüsch mit Eingeschnittener Brombeere  | Rubus scissus-Salix aurita-Gesellschaft                                 | 2 |
|      | Bodensaure Brombeer-Gebüsche | Waldgeißblatt-Brombeer-Gebüsche         | ASS  | Ohrweiden-Gebüsch mit Kriechweide                 | Salix repens-Salix aurita-Gesellschaft                                  | D |
|      | Bodensaure Brombeer-Gebüsche | Waldgeißblatt-Brombeer-Gebüsche         | ASS  | Faltenbrombeer-Gagel-Gebüsch                      | Rubus plicatus-Myrica gale-Gesellschaft                                 | G |
|      | Ohrweiden-Moorgebüsche       |                                         | ORD  | Ohrweiden-Moorgebüsche                            | Salicetalia auritae Doing ex Steffen 1968 nom. conserv. propos.         |   |
|      | Ohrweiden-Moorgebüsche       | Grauweiden-Gebüsche                     | VRB  | Grauweiden-Gebüsche                               | Salicion cinereae Th. Müller et Görs ex Passarge 1961                   |   |
|      | Ohrweiden-Moorgebüsche       | Grauweiden-Gebüsche                     | ASS  | Strauchbirken-Gebüsch                             | Betuletum humilis Steffen 1931                                          | 2 |
|      | Ohrweiden-Moorgebüsche       | Grauweiden-Gebüsche                     | ASS  | Moorgagelstrauch-Gebüsch                          | Myricetum gale Jonas ex Dierschke 1969 nom. conserv. propos.            | 2 |
|      | Ohrweiden-Moorgebüsche       | Grauweiden-Gebüsche                     | ASS  | Faulbaum-Ohrweiden-Gebüsch                        | Frangulo-Salicetum auritae Tx. 1937                                     | * |
|      | Ohrweiden-Moorgebüsche       | Grauweiden-Gebüsche                     | ASS  | Lorbeerweiden-Gebüsch                             | Salicetum pentandro-cinereae Passarge 1961                              | 3 |
|      | Ohrweiden-Moorgebüsche       | Grauweiden-Gebüsche                     | ASS  | Faulbaum-Grauweiden-Gebüsch                       | Frangulo-Salicetum cinereae Graebner et Hueck 1931 nom. invers. propos. | * |
|      | Ohrweiden-Moorgebüsche       | Grauweiden-Gebüsche                     | ASS  | Stranddünengebüsch mit Grau- und Dünenweide       | Salicetum cinereo-argenteae Weber et Preising in Weber 1998             | V |

## Kreuzdorn-, Schlehen- und Traubenholunder-Gebüsche
| Bild | Ordnung                  | Verband                                     | Rang | Deutscher Name                                    | wissenschaftlicher Name                                           | G |
| ---- | ------------------------ | ------------------------------------------- | ---- | ------------------------------------------------- | ----------------------------------------------------------------- | - |
|      | Schlehen-Gebüsche        |                                             | ORD  | Schlehen-Gebüsche                                 | Prunetalia spinosae Tx. 1952                                      |   |
|      | Schlehen-Gebüsche        |                                             | ASS  | Schlehengebüsch-Basalgesellschaft                 | Prunetalia spinosae-Basalgesellschaft                             | * |
|      | Schlehen-Gebüsche        | Berberitzen-Gebüsche                        | VRB  | Berberitzen-Gebüsche                              | Berberidion vulgaris Br.-Bl. 1950 Br.-Bl. 1950                    |   |
|      | Schlehen-Gebüsche        | Berberitzen-Gebüsche                        | ASS  | Zwergmispel-Felsenbirnen-Gebüsch                  | Cotoneastro-Amelanchieretum Faber ex Th. Müller 1966              | V |
|      | Schlehen-Gebüsche        | Berberitzen-Gebüsche                        | ASS  | Schlehen-Liguster-Gebüsch                         | Pruno-Ligustretum Tx. 1952 nom. conserv. propos.                  | * |
|      | Schlehen-Gebüsche        | Berberitzen-Gebüsche                        | ASS  | Felsenkirschen-Gebüsch                            | Coronillo-Prunetum mahaleb Gallandat 1972                         | V |
|      | Schlehen-Gebüsche        | Berberitzen-Gebüsche                        | ASS  | Zwergkirschen-Gebüsch                             | Crataego-Prunetum fruticosae Soó 1951                             | 2 |
|      | Schlehen-Gebüsche        | Berberitzen-Gebüsche                        | ASS  | Kornelkirschen-Gebüsch                            | Violo hirtae-Cornetum maris Hilbig et Klotz 1990                  | 3 |
|      | Schlehen-Gebüsche        | Berberitzen-Gebüsche                        | ASS  | Vogesenrosen-Hasel-Gebüsch                        | Roso vosagiacae-Coryletum Oberd. 1957                             | * |
|      | Schlehen-Gebüsche        | Berberitzen-Gebüsche                        | ASS  | Berberitzen-Sanddorn-Gebüsch                      | Berberido-Hippophaëtum fluviatilis Moor 1958 nom. invers. propos. | 3 |
|      | Schlehen-Gebüsche        | Berberitzen-Gebüsche                        | ASS  | Traubenkirschen-Hasel-Gebüsch                     | Pado-Coryletum Moor 1958                                          | D |
|      | Schlehen-Gebüsche        | Berberitzen-Gebüsche                        | ASS  | Purpurweiden-Schneeball-Gebüsch                   | Salix purpurea-Viburnum opulus-Gesellschaft                       | * |
|      | Schlehen-Gebüsche        | Berberitzen-Gebüsche                        | ASS  | Feldulmen-Gebüsch                                 | Ulmus minor-Gesellschaft                                          | * |
|      | Schlehen-Gebüsche        | Hainbuchen-Schlehen-Gebüsche                | VRB  | Hainbuchen-Schlehen-Gebüsche                      | Carpino-Prunion Weber 1974                                        |   |
|      | Schlehen-Gebüsche        | Hainbuchen-Schlehen-Gebüsche                | ASS  | Weißdorn-Schlehen-Gebüsch                         | Crataego-Prunetum spinosae Hueck 1931 nom. invers. propos.        | * |
|      | Schlehen-Gebüsche        | Schlehen-Brombeer-Gebüsche                  | VRB  | Schlehen-Brombeer-Gebüsche                        | Pruno-Rubion radulae Weber 1974                                   |   |
|      | Schlehen-Gebüsche        | Schlehen-Brombeer-Gebüsche                  | ASS  | Hundsrosen-Wacholder-Gebüsch                      | Rosa canina-Juniperus communis-Gesellschaft                       | V |
|      | Schlehen-Gebüsche        | Schlehen-Brombeer-Gebüsche                  | ASS  | Zittergrasseggen-Hasel-Gebüsch                    | Carici brizoidis-Coryletum Weber 1999                             | D |
|      | Schlehen-Gebüsche        | Schlehen-Brombeer-Gebüsche                  | ASS  | Schlehen-Gebüsch mit Weißblütiger Brombeere       | Prunus spinosa-Rubus albiflorus-Gesellschaft                      | D |
|      | Schlehen-Gebüsche        | Schlehen-Brombeer-Gebüsche                  | ASS  | Schlehen-Gebüsch mit Zweifarbiger Brombeere       | Pruno-Rubetum bifrontis Weber 1990                                | * |
|      | Schlehen-Gebüsche        | Schlehen-Brombeer-Gebüsche                  | ASS  | Schlehengebüsche mit Sprengels Brombeere          | Pruno-Rubetum sprengelii Weber 1967                               | D |
|      | Schlehen-Gebüsche        | Schlehen-Brombeer-Gebüsche                  | ASS  | Schlehen-Gebüsch mit Schlankstacheliger Brombeere | Pruno-Rubetum elegantispinosi Weber 1974                          | * |
|      | Schlehen-Gebüsche        | Schlehen-Brombeer-Gebüsche                  | ASS  | Raspelbrombeer-Gebüsch                            | Pruno-Rubetum radulae Weber 1967                                  | * |
|      | Schlehen-Gebüsche        | Schlehen-Brombeer-Gebüsche                  | ASS  | Schlehen-Gebüsch mit Mittelgebirgs-Brombeere      | Rubus montanus-Prunus spinosa-Gesellschaft                        | D |
|      | Schlehen-Gebüsche        | Schlehen-Brombeer-Gebüsche                  | ASS  | Schlehen-Gebüsch mit Robuster Brombeere           | Pruno-Rubetum praecocis Weber 1986                                | D |
|      | Schlehen-Gebüsche        | Schlehen-Brombeer-Gebüsche                  | ASS  | Schlehen-Gebüsch mit Samt-Brombeere               | Pruno-Rubetum vestiti Weber 1974                                  | * |
|      | Traubenholunder-Gebüsche |                                             | ORD  | Traubenholunder-Gebüsche                          | Sambucetalia racemosae Oberd. ex Passarge in Scamoni 1963         |   |
|      | Traubenholunder-Gebüsche |                                             | ASS  | Alpenjohannisbeer-Gebüsch                         | Ribes alpinum-Gebüsche                                            | ? |
|      | Traubenholunder-Gebüsche | Fuchsgreiskraut-Hasel-Gebüsche              | VRB  | Fuchsgreiskraut-Hasel-Gebüsche                    | Senecioni ovati-Corylion Weber 1997                               |   |
|      | Traubenholunder-Gebüsche | Fuchsgreiskraut-Hasel-Gebüsche              | ASS  | Fuchsgreiskraut-Hasel-Gebüsch                     | Senecioni ovati-Coryletum Passarge 1979                           | * |
|      | Traubenholunder-Gebüsche | Traubenholunder-Salweiden-Lichtungsgebüsche | VRB  | Traubenholunder-Salweiden-Lichtungsgebüsche       | Sambuco racemosae-Salicion capreae Tx. et Neumann ex Oberd. 1957  |   |
|      | Traubenholunder-Gebüsche | Traubenholunder-Salweiden-Lichtungsgebüsche | ASS  | Himbeer-Gebüsch                                   | Rubus idaeus-Gesellschaft                                         | * |
|      | Traubenholunder-Gebüsche | Traubenholunder-Salweiden-Lichtungsgebüsche | ASS  | Traubenholunder-Rauhbrombeer-Gebüsch              | Sambuco racemosae-Rubetum rudis Tx. et Neumann ex Weber 1999      | * |
|      | Traubenholunder-Gebüsche | Traubenholunder-Salweiden-Lichtungsgebüsche | ASS  | Fuchsgreiskraut-Traubenholunder-Gebüsch           | Senecio fuchsii-Sambucetum racemosae Oberd. 1957                  | * |
|      | Traubenholunder-Gebüsche | Traubenholunder-Salweiden-Lichtungsgebüsche | ASS  | Salweiden-Gebüsch                                 | Salicetum capreae Schreier 1955                                   | * |
|      | Traubenholunder-Gebüsche | Traubenholunder-Salweiden-Lichtungsgebüsche | ASS  | Ebereschen-Fichten-Vorwaldgesellschaft            | Sorbus aucuparia-Picea abies-Gesellschaft                         | * |

## Dünenweiden-Gebüsche
| Bild | Ordnung              | Verband              | Rang | Deutscher Name                         | wissenschaftlicher Name                                            | G |
| ---- | -------------------- | -------------------- | ---- | -------------------------------------- | ------------------------------------------------------------------ | - |
|      | Dünenweiden-Gebüsche |                      | ORD  | Dünenweiden-Gebüsche                   | Salicetalia arenariae Preising et Weber 1997                       |   |
|      | Dünenweiden-Gebüsche | Dünenweiden-Gebüsche | VRB  | Dünenweiden-Gebüsche                   | Salicion arenariae Tx. ex Passarge et Scamoni 1943                 |   |
|      | Dünenweiden-Gebüsche | Dünenweiden-Gebüsche | ASS  | Küstensanddorn-Dünenweiden-Gebüsch     | Hippophao-Salicetum arenariae Tx. 1937 nom. invalid.               | G |
|      | Dünenweiden-Gebüsche | Dünenweiden-Gebüsche | ASS  | Bibernellrosen-Gebüsch der Küstendünen | Roso pimpinellifoliae-Salicetum arenariae Passarge in Scamoni 1963 | G |
|      | Dünenweiden-Gebüsche | Dünenweiden-Gebüsche | ASS  | Tüpfelfarn-Dünenweiden-Gebüsch         | Polypodio-Salicetum arenariae Boerboom 1960 nom. conserv. propos.  | G |
|      | Dünenweiden-Gebüsche | Dünenweiden-Gebüsche | ASS  | Wintergrün-Sanddorn-Gebüsch            | Pyrolo-Hippophaetum Weber 1999                                     | 3 |
|      | Dünenweiden-Gebüsche | Dünenweiden-Gebüsche | ASS  | Strandhafer-Kartoffelrosen-Gebüsch     | Ammophila arenaria-Rosa rugosa-Gesellschaft                        | * |

## Purpurweiden-Wälder
| Bild | Ordnung                     | Verband                            | Rang | Deutscher Name                     | wissenschaftlicher Name                                         | G |
| ---- | --------------------------- | ---------------------------------- | ---- | ---------------------------------- | --------------------------------------------------------------- | - |
|      | Purpurweiden-Gesellschaften |                                    | ORD  | Purpurweiden-Gesellschaften        | Salicetalia purpureae Moor 1958                                 |   |
|      | Purpurweiden-Gesellschaften |                                    | ASS  | Purpurweiden-Gebüsch               | Salix purpurea-Gesellschaft                                     | * |
|      | Purpurweiden-Gesellschaften | Lavendelweiden-Reifweiden-Gebüsche | VRB  | Lavendelweiden-Reifweiden-Gebüsche | Salicion eleagno-daphnoidis (Moor 1958) Grass 1993              |   |
|      | Purpurweiden-Gesellschaften | Lavendelweiden-Reifweiden-Gebüsche | ASS  | Weiden-Tamarisken-Gebüsch          | Myricarietum Jeník 1955                                         | 1 |
|      | Purpurweiden-Gesellschaften | Lavendelweiden-Reifweiden-Gebüsche | ASS  | Lavendelweiden-Gebüsch             | Salicetum eleagno-purpureae Sillinger 1933 nom. mutat. propos.  | 3 |
|      | Purpurweiden-Gesellschaften | Silberweiden-Wälder                | VRB  | Silberweiden-Wälder                | Salicion albae Soó 1930                                         |   |
|      | Purpurweiden-Gesellschaften | Silberweiden-Wälder                | ASS  | Mandelweiden-Gebüsch               | Salicetum triandrae Malcuit ex Noirfalise in Lebrun et al. 1955 | 3 |
|      | Purpurweiden-Gesellschaften | Silberweiden-Wälder                | ASS  | Silberweiden-Auenwald              | Salicetum albae Issler 1926                                     | 2 |
|      | Purpurweiden-Gesellschaften | Silberweiden-Wälder                | ASS  | Bruchweiden-Auenwald               | Salicetum fragilis Passarge 1957                                | 3 |

## Alpenazaleen-Heidelbeer-Zwergstrauchgesellschaften
| Bild | Ordnung                              | Verband                                              | Rang | Deutscher Name                                       | wissenschaftlicher Name                                                                               | G |
| ---- | ------------------------------------ | ---------------------------------------------------- | ---- | ---------------------------------------------------- | --- | - |
|      | Alpenrosen-Heidelbeer-Gesellschaften |                                                      | ORD  | Alpenrosen-Heidelbeer-Gesellschaften                 | Rhododendro-Vaccinietalia Br.-Bl. in Br.-Bl. et Jenny 1926                                            |   |
|      | Alpenrosen-Heidelbeer-Gesellschaften | Alpenazaleen-Heidelbeeren-Zwergstrauchgesellschaften | VRB  | Alpenazaleen-Heidelbeeren-Zwergstrauchgesellschaften | Loiseleurio-Vaccinion Br.-Bl. in Br.-Bl. et Jenny 1926                                                |   |
|      | Alpenrosen-Heidelbeer-Gesellschaften | Alpenazaleen-Heidelbeeren-Zwergstrauchgesellschaften | ASS  | Krähenbeeren-Rauschbeeren-Gestrüpp                   | Empetro hermaphroditi-Vaccinietum gaultherioidis Br.-Bl. in Br.-Bl. et Jenny 1926 corr. Grabherr 1993 | D |
|      | Alpenrosen-Heidelbeer-Gesellschaften | Alpenazaleen-Heidelbeeren-Zwergstrauchgesellschaften | ASS  | Alpenbärentrauben-Alpenazaleen-Gesellschaft          | Arctostaphylo alpinae-Loiseleurietum Oberd. 1950                                                      | D |
|      | Alpenrosen-Heidelbeer-Gesellschaften | Alpenazaleen-Heidelbeeren-Zwergstrauchgesellschaften | ASS  | Gesellschaft der Rostblättrigen Alpenrose            | Rhododendretum ferruginei Rübel 1911                                                                  | V |
|      | Alpenrosen-Heidelbeer-Gesellschaften | Alpenazaleen-Heidelbeeren-Zwergstrauchgesellschaften | ASS  | Waldreitgras-Latschen-Gebüsch                        | Calamagrostis villosa-Pinus mugo-Gesellschaft                                                         | 3 |

## Anthropogene Gehölzgesellschaften
| Bild | Ordnung | Verband | Rang | Deutscher Name                      | wissenschaftlicher Name                | G |
| ---- | ------- | ------- | ---- | ----------------------------------- | -------------------------------------- | - |
|      |         |         | ASS  | Robinien-Haine und-Gebüsche         | Robinia pseudacacia-Gesellschaft       | * |
|      |         |         | ASS  | Götterbaum-Gehölz                   | Ailanthus altissima-Gesellschaft       | * |
|      |         |         | ASS  | Sommerflieder-Gebüsch               | Buddleja davidii-Gesellschaft          | * |
|      |         |         | ASS  | Kartoffelrosen-Gebüsch              | Rosa rugosa-Gesellschaft               | * |
|      |         |         | ASS  | Gebüsch mit Gewöhnlichem Bocksdorn  | Lycium barbarum-Gesellschaft           | * |
|      |         |         | ASS  | Gebüsch mit Chinesischem Bocksdorn  | Lycium chinense-Gesellschaft           | * |
|      |         |         | ASS  | Urbanes Weißdorn-Gebüsch            | Crataegus monogyna-Ruderalgesellschaft | * |
|      |         |         | ASS  | Gebüsch der Späten Traubenkirsche   | Prunus serotina-Gesellschaft           | * |
|      |         |         | ASS  | Gebüsch der Kanadischen Felsenbirne | Amelanchier lamarckii-Gesellschaft     | * |
|      |         |         | ASS  | Gebüsch der Armenischen Brombeere   | Rubus armeniacus-Gesellschaft          | * |